# Can-avid
Can-avid est une localité de la province du Samar oriental, aux Philippines. En 2015, elle compte 21 015 habitants.